# Misumenops zhangmuensis
Misumenops zhangmuensis là một loài nhện trong họ Thomisidae.
Loài này thuộc chi Misumenops. Misumenops zhangmuensis được miêu tả năm 1987 bởi Hu & S. Q. Li.